# Stenestad park

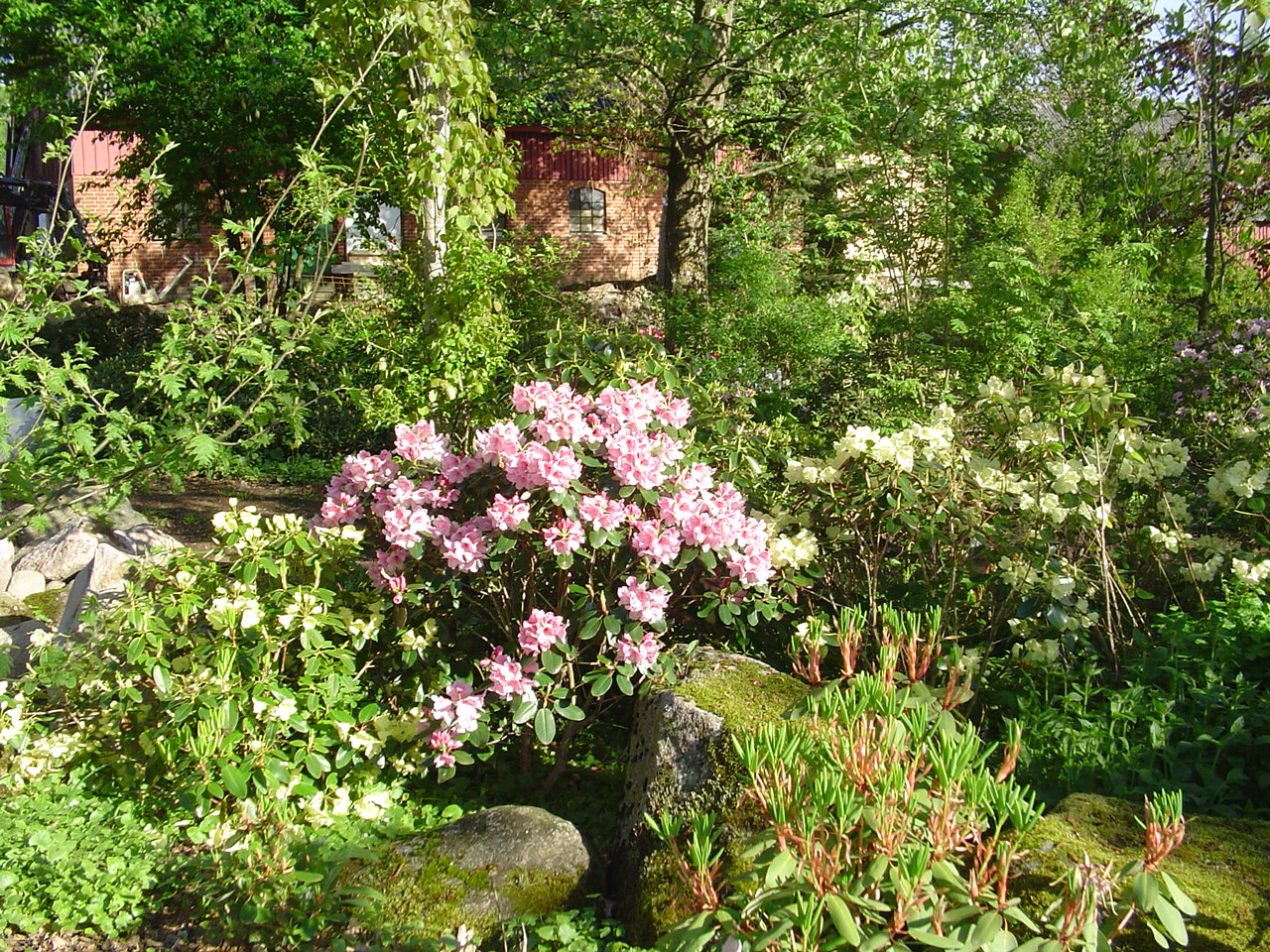
Vår i Stenestad Park

Stenestad park, Svenskt pomologiskt science center, är en parkanläggning, café och genbank utanför Stenestad på Söderåsen i Skåne.
Parken invigdes den 31 maj 2008 av representanter för Svalövs kommun.
I Stenestad park finns bl.a. exemplar av rhododendron, magnolia och azalea. Det finns utställningar med olika frukter och bär. Parkens byggnader används till kaféverksamhet, kursverksamhet och konferenser.